# Goldene Himbeere 2015
Die Goldene Himbeere 2015 (englisch 35th Golden Raspberry Awards) zeichnete die schlechtesten Leistungen des Filmjahres 2014 aus. Zum ersten Mal ist eine Kategorie geschaffen worden, der Razzie Redeemer Award (Himbeere der Erlösung), der eine positive Entwicklung belohnt. Diesen Preis erhält ein Künstler, der mit der Goldenen Himbeere ausgezeichnet oder dafür nominiert war und der später eine beachtenswerte künstlerische Leistung abgeliefert hat. Die Nominierten wurden am 14. Januar 2015 bekanntgegeben und die Preise wurden am 21. Februar 2015 im Montalbán Theatre in Los Angeles, Kalifornien verliehen.

## Preisträger und Nominierte
Es folgt die komplette Liste der Preisträger und Nominierten.
| Kategorien | Preisträger und Nominierte |
| --- | --- |
| Schlechtester Film | Saving Christmas (Samuel Goldwyn) |
| Schlechtester Film | Left Behind (Freestyle Releasing) |
| Schlechtester Film | The Legend of Hercules (Summit Entertainment) |
| Schlechtester Film | Teenage Mutant Ninja Turtles (Paramount) |
| Schlechtester Film | Transformers: Ära des Untergangs (Paramount) |
| Schlechtester Schauspieler | Kirk Cameron in Saving Christmas |
| Schlechtester Schauspieler | Nicolas Cage in Left Behind als Rayford Steele |
| Schlechtester Schauspieler | Kellan Lutz in The Legend of Hercules als Hercules |
| Schlechtester Schauspieler | Seth MacFarlane in A Million Ways to Die in the West als Albert                                                                                               |
| Schlechtester Schauspieler | Adam Sandler in Urlaubsreif als Jim Friedman |
| Schlechteste Schauspielerin | Cameron Diaz in Die Schadenfreundinnen und Sex Tape |
| Schlechteste Schauspielerin | Drew Barrymore in Urlaubsreif |
| Schlechteste Schauspielerin | Melissa McCarthy in Tammy – Voll abgefahren |
| Schlechteste Schauspielerin | Charlize Theron in A Million Ways to Die in the West |
| Schlechteste Schauspielerin | Gaia Weiss in The Legend of Hercules |
| Schlechtester Nebendarsteller | Kelsey Grammer in The Expendables 3, Legends of Oz: Dorothy’s Return (nur als Stimme), Denk wie ein Mann 2 und Transformers: Ära des Untergangs               |
| Schlechtester Nebendarsteller | Mel Gibson in The Expendables 3 |
| Schlechtester Nebendarsteller | Shaquille O’Neal in Urlaubsreif |
| Schlechtester Nebendarsteller | Arnold Schwarzenegger in The Expendables 3 |
| Schlechtester Nebendarsteller | Kiefer Sutherland in Pompeii |
| Schlechteste Nebendarstellerin | Megan Fox in Teenage Mutant Ninja Turtles |
| Schlechteste Nebendarstellerin | Cameron Diaz in Annie |
| Schlechteste Nebendarstellerin | Nicola Peltz in Transformers: Ära des Untergangs |
| Schlechteste Nebendarstellerin | Bridgette Cameron Ridenour in Saving Christmas |
| Schlechteste Nebendarstellerin | Susan Sarandon in Tammy – Voll abgefahren |
| Schlechteste Filmpaarung | Kirk Cameron und sein Ego in Saving Christmas |
| Schlechteste Filmpaarung | Alle Roboter, Schauspieler (oder roboterhaft agierende Schauspieler) in jeglicher Kombination in Transformers: Ära des Untergangs                             |
| Schlechteste Filmpaarung | Cameron Diaz und Jason Segel in Sex Tape |
| Schlechteste Filmpaarung | Kellan Lutz und seine diversen Muskelgruppen in The Legend of Hercules                                                                                        |
| Schlechteste Filmpaarung | Seth MacFarlane und Charlize Theron in A Million Ways to Die in the West                                                                                      |
| Schlechteste Neuverfilmung oder Fortsetzung | Annie (Columbia) |
| Schlechteste Neuverfilmung oder Fortsetzung | Atlas Shrugged: Part III (Atlas) |
| Schlechteste Neuverfilmung oder Fortsetzung | The Legend of Hercules (Summit Entertainment) |
| Schlechteste Neuverfilmung oder Fortsetzung | Teenage Mutant Ninja Turtles (Paramount) |
| Schlechteste Neuverfilmung oder Fortsetzung | Transformers: Ära des Untergangs (Paramount) |
| Schlechteste Regie | Michael Bay für Transformers: Ära des Untergangs |
| Schlechteste Regie | Darren Doane für Saving Christmas |
| Schlechteste Regie | Renny Harlin für The Legend of Hercules |
| Schlechteste Regie | Jonathan Liebesman für Teenage Mutant Ninja Turtles |
| Schlechteste Regie | Seth MacFarlane für A Million Ways to Die in the West |
| Schlechtestes Drehbuch | Saving Christmas (Originaldrehbuch von Darren Doane und Cheston Hervey)                                                                                       |
| Schlechtestes Drehbuch | Left Behind (Drehbuch von Paul LaLonde und John Patus, basierend auf den Left-Behind-Romanen von Tim LaHaye und Jerry B. Jenkins)                             |
| Schlechtestes Drehbuch | Sex Tape (Drehbuch von Kate Angelo, Jason Segel und Nicholas Stoller, Story von Kate Angelo)                                                                  |
| Schlechtestes Drehbuch | Teenage Mutant Ninja Turtles (Drehbuch von Josh Appelbaum, André Nemec und Evan Daugherty, basierend auf den Charakteren von Peter Laird und Kevin Eastman)   |
| Schlechtestes Drehbuch | Transformers: Ära des Untergangs (Drehbuch von Ehren Kruger, basierend auf Hasbros Transformers-Action-Figuren)                                               |
| The Razzie Redeemer Award Der Himbeeren-Erlöser-Preis wurde zum ersten Mal an Schauspieler oder Regisseure vergeben, die früher Himbeeren gewonnen hatten oder dafür nominiert waren und die inzwischen echte Preise gewinnen konnten. | Ben Affleck (vom Preisträger der Goldenen Himbeere für Liebe mit Risiko – Gigli zum Oscar-Liebling für die Regie von Argo und Gone Girl – Das perfekte Opfer) |
| The Razzie Redeemer Award Der Himbeeren-Erlöser-Preis wurde zum ersten Mal an Schauspieler oder Regisseure vergeben, die früher Himbeeren gewonnen hatten oder dafür nominiert waren und die inzwischen echte Preise gewinnen konnten. | Jennifer Aniston (vom vielfachen Kandidat für die Goldene Himbeere zur Nominierten für den Screen Actors Guild Award für die Leistung in Cake)                |
| The Razzie Redeemer Award Der Himbeeren-Erlöser-Preis wurde zum ersten Mal an Schauspieler oder Regisseure vergeben, die früher Himbeeren gewonnen hatten oder dafür nominiert waren und die inzwischen echte Preise gewinnen konnten. | Mike Myers (vom Preisträger der Goldenen Himbeere für Der Love Guru zum Regisseur des Dokumentarfilms Supermensch – Wer ist Shep Gordon?)                     |
| The Razzie Redeemer Award Der Himbeeren-Erlöser-Preis wurde zum ersten Mal an Schauspieler oder Regisseure vergeben, die früher Himbeeren gewonnen hatten oder dafür nominiert waren und die inzwischen echte Preise gewinnen konnten. | Keanu Reeves (vom sechsfachen Kandidaten für die Goldene Himbeere zum kritisch vielbeachteten Film John Wick)                                                 |
| The Razzie Redeemer Award Der Himbeeren-Erlöser-Preis wurde zum ersten Mal an Schauspieler oder Regisseure vergeben, die früher Himbeeren gewonnen hatten oder dafür nominiert waren und die inzwischen echte Preise gewinnen konnten. | Kristen Stewart (von der Preisträgerin der Goldenen Himbeere für die Twilight-Saga zum künstlerisch anspruchsvollen Camp X-Ray)                               |